# 傑姆 (印第安納州)
傑姆（英語：Gem）是位於美國印第安納州漢考克縣的一個非建制地區。該地的面積和人口皆未知。